# As Five
As Five (estilizado como A5 Five) es una serie de televisión brasileña original del servicio de streaming Globoplay. Estrenó en 12 de noviembre de 2020 con episodios semanales inéditos. Se trata de un spin-off de Malhação: Viva la Diferencia, vigésima quinta temporada de la serie de televisión Malhação, exhibida por primera vez entre mayo de 2017 y marzo de 2018, y que se consagró vencedora del Emmy Internacional en la categoría de mejor serie infantojuvenil. Creada y escritura por Cao Hamburger con Vitor Brandt, Luna Grimberg, Jasmin Tenucci, Ludmila Naves y Francine Barbosa, bajo dirección de Rafael Miranda, Dainara Toffoli, Natália Warth y José Eduardo Belmonte, y supervisión artística de Fabrício Mamberti y Cao Hamburger.
La serie está protagonizada por Ana Hikari, Gabriela Medvedovski, Daphne Bozaski, Manoela Aliperti e Heslaine Vieira.

## Producción

### Desarrollo

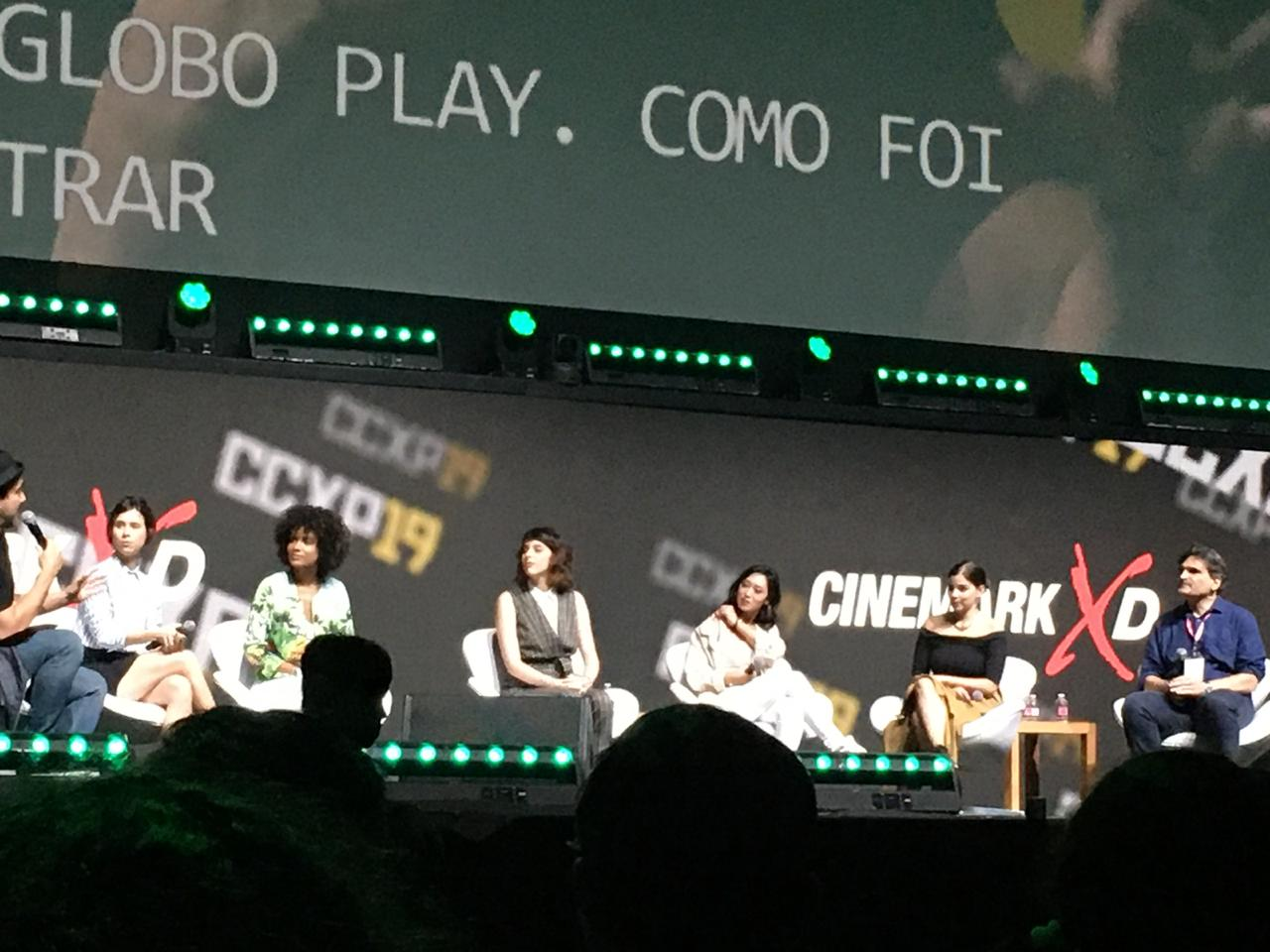
Actrices y autor de la serie en la CCXP 2019

Fue informado que en noviembre de 2018 el autor Cao Hamburger estaba trabajando en la producción de una serie adulta derivada de Malhação: Viva la Diferencia para la plataforma de streaming Globoplay, contando la historia de las cinco protagonistas años después. En abril de 2019, TV Globo confirmó la realización del spin-off después del éxito entre el público, siendo una de las temporadas de mayor audiencia de la historia de Malhação, y las repercusiones positivas de la crítica especializada.

"Es una etapa interesante en la vida, cuando el joven se convierte en adulto y necesita lidiar con otros temas. Son los mismos personajes de Viva a Diferença, pero de forma diferente. El estilo de rodaje, la interpretación, el enfoque de los temas, ahora todo es diferente, según el lenguaje de la serie y el momento en el que se encuentren."
Cao Hamburger

Poco a poco se fue armando el elenco. Además de las protagonistas, otros actores de la trama original fueron confirmados en el spin-off reprisando sus respectivos personajes. Las grabaciones ocurrieron en Río de Janeiro y en São Paulo, entre los meses de agosto y noviembre de 2019.
Durante la CCXP de 2019, el creador Cao Hamburger afirmó ya estar planeando la continuidad de la historia, sin embargo la decisión final sobre la continuación se daría sólo después de la repercusión positiva de la primera temporada. En 12 de marzo de 2020, la periodista Patrícia Kogut informó en su columna diaria que el Globoplay renovó la serie para una segunda temporada antes aún del gran estreno. En 16 de julio de 2020, durante una live para la revelación de la fecha de estrena de la primera temporada de la serie, el Globoplay confirmó la renovación para la segunda temporada.
En 29 de junio de 2021, antes aún de iniciar la producción de la segunda temporada, la columna de la periodista Patrícia Kogut divulgó que el Globoplay encomendó la tercera temporada de la serie, que está prevista para ser producida en 2022, junto con la segunda temporada. En septiembre, el Globoplay oficializó la renovación de la serie para la tercera temporada.

### Divulgación
En 5 de diciembre de 2019, las cinco protagonistas, Daphne Bozaski, Gabriela Medvedovski, Heslaine Vieira, Ana Hikari y Manoela Aliperti, juntamente con el autor de la trama, participaron de la Comic Con Experience 2019, evento del cual Cao Hamburger era el homenajeado principal. El Globoplay utilizó la influencia del evento para lanzar la producción y liberar el primero teaser de la serie.

#### Making Five
En 10 de septiembre de 2020, el Globoplay anunció el Making Five: making-of compuesto por 4 episodios, que cuenta la trayectoria de los personajes y de las actrices principales de Malhação: Viva la Diferencia y As Five. Con episodios lanzados quincenalmente y disponibles para no subscriptores, cada uno trae testimonios de las actrices y personas envueltas en las producciones, además de bastidores. El Making Five es creado y dirigido por Fabrício Mamberti, al lado de Marcel Souto Mayor. El primer episodio fue lanzado en 24 de septiembre de 2020.

#### Talk Five
En 16 de noviembre de 2020, estrenó el Talk Five: talk show presentado por la rapper, historiadora y escritora Negra Rara, y que trae las protagonistas de la serie Las Five en un chat descontraído sobre los episodios (ya lanzados) de la serie y temas actuales relacionados con la generación Z. El programa acontece en vivo todo lunes con exhibición del Globoplay y después es disponibilizado en la íntegra, también en la plataforma. Además de eso, se encuentra disponible en formato de podcast por el Gshow.

## Exhibición
El primer episodio de la primera temporada, ganó una exhibición especial de la TELE Globo en 16 de noviembre de 2020 en la Pre-Estrena Globoplay.
La primera temporada fue exhibida por la TELE Globo, de 26 de octubre hasta 25 de noviembre de 2021, a las terceras y jueves.

## Enredo
La serie gira en torno a cinco amigas,  Benê (Daphne Bozaski), Keyla (Gabriela Medvedovski), Tina (Ana Hikari), Lica (Manoela Aliperti) y Ellen (Heslaine Vieira), que seis años después de formarse en la enseñanza media prometiendo nunca se separen, tomaron rumbos diferentes en la vida y están hace tres años sin hablarse. Benê es una joven con trastorno del espectro autista que estaba con la vida estabilizada trabajando cómo musicista, hasta que el suyo entonces novio Guto (Bruno Gadiol) hace una revelación chocante que la sacude completamente. Ella acaba conociendo Ni (Thalles Cabral), muchacho que le trae nuevas perspectivas. Ahora recién dimitida, Keyla tiene serias dificultades para estabilizarse profesionalmente y crear el hijo Tonico (Matheus Días), que tuvo en la adolescencia. Sin embargo, está determinada a reconquistar las cosas que dejó para tras. Tina engrena su carrera como DJ, pero su boda con Anderson (Juan Paiva)  está en crisis y ella necesita lidar con la reciente pérdida de su madre que siempre la recriminou. Lica continúa perdida en la vida y, en medio a los desdoblamientos que pasa para dejar de ser una eterna adolescente, necesita encarar sus amigas y Samantha (Giovanna Grigio), su exnovia. Ya Ellen, pasó todos esos años viviendo fuera del país, y al retornar para lo Brasil, comienza a volver a ver sus prioridades y algunos conflictos a deja incierta en relación con el futuro que había planeado, y a su enamoro con el americano Omar (Bilaal Avaz). Entre los conflictos y las dificultades de la vida adulta, un evento marcante hace las cinco amigas se reencontrarem. En medio la grande São Paulo, ellas perciben que los lazos de amistad, hasta entonces olvidados, nunca dejaron de existir.

## Elenco y personajes
| Actor/Actriz         | Personaje                          |
| -------------------- | ---------------------------------- |
| Ana Hikari           | Cristina Yamada (Tina)             |
| Daphne Bozaski       | Benedita Teixeira Ramos (Benê)     |
| Gabriela Medvedovski | Keyla Maria Romano                 |
| Manoela Aliperti     | Heloísa Gutiérrez (Lica)           |
| Heslaine Vieira      | Ellen Rodrigues                    |
| Juan Paiva           | Anderson Rodrigues                 |
| Giovanna Grigio      | Samantha Lambertini                |
| Thalles Cabral       | Luís Cláudio (Nem)                 |
| Marcos Oliveira      | Miguel / Michelle Esmeralda        |
| Matheus Campos       | Lito                               |
| Jessé Scarpellini    | Samuel                             |
| Tati Ang             | Telma Yamada                       |
| Bilaal Avaz          | Omar                               |
| Jesuton              | Kiara                              |
| Matheus Días         | Antonio Romano dos Santos (Tonico) |

### Participaciones especiales
| Actor/Actriz       | Personaje                             |
| ------------------ | ------------------------------------- |
| Bruno Gadiol       | José Augusto Sampaio Neto (Guto)      |
| Vinicius Wester    | Michel Borovski Júnior (MB)           |
| Malu Galli         | Marta Gutierrez                       |
| Roberta Santiago   | Helena da Silva Rodrigues (Nena)      |
| Ju Colombo         | Maria das Dores Rodrigues (Das Dores) |
| Carlos Takeshi     | Noboru Yamada                         |
| Rafael Vitti       | Ariel                                 |
| Sophia Abrahão     | Dani Junqueira                        |
| Dira Paes          | Alice Guimarães                       |
| Yana Sardenberg    | Silvinha                              |
| Matheus Fagundes   | Kleber                                |
| Guilherme Prates   | Jonas                                 |
| Fernanda D'Umbra   | Laura                                 |
| William Mello      | Ricardo                               |
| Chan Suan          | Tiffany                               |
| Ana Barroso        | Rosana                                |
| Rita Malot         | Solange                               |
| Débora Rodrigues   | Renata                                |
| Julia Terron       | Catarina                              |
| Maria Mônica Pasos | Dueña Dercy                           |

### Personajes
- Ana Hikari como Cristina Yamada (Tina) - despegada y sociável, es DJ de las mayores baladas de São Paulo con el novio Anderson (Juan Paiva). Tina tendrá la dura tarea de lidar con la pérdida de la madre sin haber tenido tiempo de resolver las pendências entre ellas. Como primera reacción, va a jugarse en la noche y en todas sus tentações.
- Daphne Bozaski como Benedita Teixeira Ramos (Benê) - extremadamente metódica, intenta mantener la tranquila, pero no soporta cuando las cosas salen de su control y huyen a la rutina. Pasó los últimos años dedicándose al estudio de música clásica. Recién-separada de Guto (Bruno Gadiol), su novio desde la escuela, encuentra un nuevo y más complicado amor con Ni (Thalles Cabral), forzándola a salir de la zona de conforto.
- Gabriela Medvedovski como Keyla Maria Romano - crea Tonico (Matheus Días) sola y está siempre en el límite con todo que necesita dar cuenta. Fue gracias a aplazar sus sueños para garantizar la supervivencia del hijo. A partir del reencuentro con las amigas va a intentar rehacer sus deseos e invertir en la carrera de actriz de musicales.
- Manoela Aliperti como Heloísa Gutierrez (Lica) - explosiva, irónica y un tanto prepotente. Llena de ideas y ganas, lo que muchas veces a hace parecer mimada. Lica ya largou tres facultades, intentó varios proyectos personales, pero no llevó ninguno hasta el fin. También está completamente perdida en la vida amorosa desde que terminó su relacionamiento con Samantha (Giovanna Grigio).
- Heslaine Vieira como Ellen Rodrigues - por ser tan enfocada en la carrera, Ellen vive un poco desconectada del mundo de las relaciones personales. Era excelente alumna en el colegio y su pasaje por el MIT, en Boston, no fue diferente. Terminó la graduação y ligó en un máster nos Estados Unidos. Enamora el americano Omar (Bilaal Avaz), pero su visita a Brasil a deja incierta sobre los rumbos que había planeado para su vida.

## Episodios

### Resumen
| Temporada | Temporada | Episodios | Emisión original        | Emisión original    |
| Temporada | Temporada | Episodios | Primera emisión         | Última emisión      |
| --------- | --------- | --------- | ----------------------- | ------------------- |
|           | 1         | 10        | 12 de noviembre de 2020 | 14 de enero de 2021 |

### 1.ª temporada (2020–2021)
| N.º | Título                                  | Fecha de lanzamiento original |
| --- | --------------------------------------- | ----------------------------- |
| 1   | «Las Five, ¿quién realmente lo nombró?» | 12 de noviembre de 2020       |
| 2   | «Una mano lava a la otra»               | 19 de noviembre de 2020       |
| 3   | «Cerrar contactos»                      | 26 de noviembre de 2020       |
| 4   | «¿Cómo puede un pez vivo»               | 3 de enero de 2020            |
| 5   | «¡Sorpresa!»                            | 10 de diciembre de 2020       |
| 6   | «Cinco historias»                       | 17 de diciembre de 2020       |
| 7   | «Fiesta del Peón»                       | 24 de diciembre de 2020       |
| 8   | «Generación Z»                          | 31 de diciembre de 2020       |
| 9   | «Trabajar Cansa»                        | 7 de enero de 2021            |
| 10  | «Tsunami»                               | 14 de enero de 2021           |

## Premios e indicaciones
| Año  | Premio                       | Categoría                                    | Indicación                                                | Resultado | Ref.          |
| ---- | ---------------------------- | -------------------------------------------- | --------------------------------------------------------- | --------- | ------------- |
| 2020 | Premio F5                    | Mejor Serie Dramática                        | Las Five                                                  | Ganadora  | [ 28 ]        |
| 2020 | Premio Noticias de la TELE   | Serie Nacional de la TELE y del Streaming    | Las Five                                                  | Nominada  | [ 29 ]        |
| 2020 | Splash Awards                | Mejor Lanzamiento Nacional                   | Las Five                                                  | Ganadora  | [ 30 ]        |
| 2021 | SEC Awards                   | Mejor Serie Nacional                         | Las Five                                                  | Nominada  | [ 31 ]        |
| 2021 | SEC Awards                   | Mejor Actor en Serie Nacional                | Thalles Cabral                                            | Nominada  | [ 31 ]        |
| 2021 | SEC Awards                   | Mejor Actriz en Serie Nacional               | Daphne Bozaski                                            | Nominada  | [ 31 ]        |
| 2021 | SEC Awards                   | Pareja Favorita en Serie                     | Lica (Manoela Aliperti) y Samantha (Giovanna Grigio)      | Nominada  | [ 31 ]        |
| 2021 | SEC Awards                   | Personaje Favorito en Serie de Streaming     | Benê (Daphne Bozaski)                                     | Nominada  | [ 31 ]        |
| 2021 | MTV Millennial Awards Brasil | Maratonei                                    | Las Five                                                  | Ganadora  | [ 32 ] [ 14 ] |
| 2021 | Premio Noticiasdetv.com      | Mejor Novela/Serie Original (TELE/Streaming) | Las Five                                                  | Nominada  | [ 33 ]        |
| 2021 | Premio Noticiasdetv.com      | Mejor Actriz Antagonista o Vilã              | Sophia Abrahão (también en Salve-se Quem Puder)           | Nominada  | [ 33 ]        |
| 2021 | Premio Noticiasdetv.com      | Mejor Actriz Joven Adulta                    | Manoela Aliperti                                          | Nominada  | [ 33 ]        |
| 2021 | Premio Noticiasdetv.com      | Mejor Actor Joven Adulto                     | Juan Paiva (también en M8: Quando a Morte Socorre a Vida) | Nominada  | [ 33 ]        |
| 2021 | Premio Noticiasdetv.com      | Mejor Actriz Revelación                      | Ana Hikari                                                | Nominada  | [ 33 ]        |
| 2021 | Premio Noticiasdetv.com      | Mejor Actor Participación Especial           | Rafael Vitti                                              | Nominada  | [ 33 ]        |
| 2021 | Premio Noticiasdetv.com      | Mejor Actor Mirim o Adolescente              | Matheus Días                                              | Nominada  | [ 33 ]        |